# Инфодинамика
Инфодинамика је грана информатике која проучава последице преноса информација у информационим системима. 
Теоријска основа инфодинамке су инфодинамички закони, као што је то случај са термодинамичким законима код термодинамике. У њима се такође помиње „ентропија“ која описује термодинамичке системе, а дефинише се као мерило неуређености система.

## Инфодинамички процеси
Инфодинамички процеси се дефинишу као процеси преноса информација од предајника до пријемника. 
Постоје четири нивоа на којима се информација преноси:
- Статички (ниво кода) предајник предаје пријемнику сигнал који садржи знакове у уређеном договореном коду. Пријемник прихвата сигнал и дешифрује код.
- Синтаксни предајник предаје пријемнику запис изражен договореним језиком. Пријемник прима запис и дешифрује га по правилима језика комуникације.
- Семантички предајник предаје пријемнику осмишљену поруку. Пријемник прихвата послату поруку.
- Вољни предајник поставља циљ. Пријемник одговара на постављени циљ акцијом.

## Закони инфодинамике
Постоје три општа закона инфодинамике:
- Нулти закон инфодинамике тврди да је инфодинамичка равнотежа релација еквиваленције. Ако су два инфодинамичка система у равнотежи са трећим, онда су у равнотежи и међу собом. Прецизније, ако два субјекта имају усаглашену комуникацију до одређеног нивоа са трећим, тада је они имају и међусобно.
- Први закон инфодинамике се односи на очување информације. Информација се не може створити сама од себе, већ увек од разума. Информација се не појављује ни из чега. Веома налик на први принцип термодинамике: енергија се не појављује ни из чега.
- Други закон инфодинамике се односи се на ентропију. Укупна ентропија изолованог инфодинамичког система се временом увећава. Информација се приликом чувања и копирања не може створити нити побољшати, већ, настоји да се самопроизвољно поквари претварањем сигнала са значењем у информациони шум - аналогно другом принципу термодинамике.

## Пренос и чување информација
Информација се ствара увек од вишег нивоа а онда преводи на нижи ради слања каналом везе до пријемника. Пријемник преводи информацију највише до нивоа на коме је послата и не може при томе добити информацију на вишем нивоу него што је она била када је од предајника послата. Пример: прост скуп знакова азбуке (статички ниво) послат од предајника не може се код пријемника превести у речи (синтаксни ниво) или реченице (семантички ниво). Обрнуто је могуће. Услед оштећења медијума преноса или шума у преносу информације са вишег нивоа могу бити деградиране у информације нижег нивоа.
Због тога се код преноса информација на статичком нивоу формирају пакети који садрже контролне кодове који се при пријему контролишу и уколико су оштећени понављају. Потребно је уложити додатну информацију како би се информација сачувала на нивоу на коме је послата.
Слично се и код статичког чувања инфромација праве резервн копије како би се информација сачувала.